# Witte Theater
Het Witte Theater is een gebouw in de Noord-Hollandse plaats IJmuiden. Het gebouw heeft van 1901 tot en met 1931 dienst gedaan als electriciteitscentrale.

## Geschiedenis

### Energiecentrale
In 1900 werd door de Eerste Nederlandse Elektriciteits Maatschappij (E.N.E.M.). gestart met de bouw van de elektriciteitscentrale ‘Kennemerland’. Deze centrale verzorgde vanaf 1901 enkele jaren de energievoorziening van de gemeenten Velsen en Zandvoort. In 1904 werd de centrale overgenomen door de Kennemer Elektriciteits Maatschappij (K.E.M.). Deze maatschappij liet er een grotere en krachtigere centrale bouwen naar ontwerp van de architect J.B. van Loghem.
In 1917 kwam de elektriciteitscentrale en daarmee de stroomvoorziening in handen van het Provinciaal Elektriciteits Bedrijf (P.E.N.). In 1931 werd deze centrale buiten werking gesteld  en werd de energievoorziening overgenomen door een nieuwe centrale in Velsen-Noord. 

### Kraaklocatie en andere functies
Na de sluiting van de elektriciteitscentrale kende het gebouw verschillende andere functies, zo is het onder andere in gebruik geweest als conservenfabriek.
Door de leegstand werd het pand vanaf de jaren zeventig door jongeren gekraakt. Het pand stond toen al enige tijd leeg. De kraakbeweging was in Nederland toen flink in opkomst. Het gebouw aan de Kanaalstraat werd in navolging van landelijke ontwikkelingen in de strijd tegen de kraakbeweging, woningnood en jongerenproblematiek een jongerencentrum.
De elektriciteitscentrale die van de hand was van Van Loghem vertoont invloeden uit de architectuur van Berlage. Met de komst van het jongerencentrum 'PEN' veranderde het gebouw. Zo verdween de schoorsteen en werd in het bovenste gedeelte van het jongerencentrum een theater ingericht, waar de workshop ‘Witte Tejater’ werd gehouden.

### Witte Theater
Het  ‘Witte Tejater’ is ontstaan met het idee om het publiek actiever bij het theater te betrekken. Eind jaren zestig van de vorige eeuw was dat een verwijzing naar het Witte Fietsenplan van de Provobeweging in Amsterdam, die de fiets gratis ter beschikking wilde stellen voor iedereen. Het Witte Tejater begon op initiatief van toneelmeester Peter van Warmerdam in de Stadsschouwburg Velsen met gratis "brandschermvoorstellingen". Bij deze voorstellingen bevonden zowel het publiek als de acteurs zich op het podium. Het Witte Tejater vulde de lege avonden, wanneer er geen voorstellingen gepland waren. Op deze avonden lieten zij het brandscherm zakken, waardoor Nederland het eerste vlakke vloertheater in IJmuiden gehad zou kunnen hebben. Naast de voorstellingen werden er workshops georganiseerd, zoals dramatische expressie. 
Nadien verhuisde het podium en de workshops naar het jongerencentrum PEN, waarbij de gebroeders Van Warmerdam, Alex, Vincent en Marc van Warmerdam van het latere Hauser Orkater ook betrokken waren. De zaal had een capaciteit van zo’n 165 zitplaatsen met een speelvlak van zo’n 100m². In 1977 werd een stichting opgericht en werd een samenwerking aangegaan met het Filmhuis en Jazzhuis Velsen. In de jaren tachtig werd de 'j' vervangen door een 'h' en werd met het geld dat door de gemeente Velsen beschikbaar werd gesteld het Witte Theater verbouwd. Op 19 november 1988 opende het verbouwde theater, naar ontwerp van Sjoerd Schaafsma, met de voorstelling Rinus van Marien Jongewaard.
In 2013 stopte de gemeente Velsen met het subsidiëren van deze culturele instelling. In 2018 viel het doek voor het Witte Theater.

### Hotel
In februari 2020 werd bekend dat er een hotel in het pand van het witte Theater zal komen. Dit hotel zal worden ontwikkeld door ondernemer Joe Xie, nadien eerdere ontwikkelaar Stolk en Morssinkoff hun hotelplannen moesten laten varen. Naast een hotel zou in het hotel ook een restaurant, café en werkruimtes moeten komen. In maart 2022 werd bekend dat het pand is verkocht aan de ondernemers.